# Monumenta
Monumenta je výstava moderního umění, která se od roku 2007 každoročně odehrává v Paříži v Grand Palais.

## Koncept
Výstava Monumenta zahrnuje dočasné vystavení díla jednoho současného umělce v hlavní lodi Grand Palais. Prostor o rozloze 13 500 m2 a výšce 45 m umožňuje vystavovat díla velmi velkých rozměrů. Každá z těchto prací je vytvořena speciálně pro tuto akci. Výstava se koná každý rok od roku 2007 (s přerušením v roce 2009).

## Výstavy
- Anselm Kiefer byl první umělec, který zde vystavoval v roce 2007. Jeho dílo se nazývalo Chute d'étoiles (Pád hvězd) a bylo vystaveno od 30. května do 8. června. Návštěvnost byla přes 135 000 návštěvníků.
- Richard Serra v roce 2008 představil dílo s názvem Promenade (Procházka). Tvořilo ho pět ocelových desek o výšce 17 m a šířce 4 m a váze 75 tun. Výstava trvala od 7. května do 15. června a navštívilo ji 142 000 osob.
- Christian Boltanski vystavoval v roce 2010 dílo s názvem Personnes (Osoby). Jednalo se o audiovizuální instalaci. Prostor byl rozdělen na 69 obdélníkových zón ve třech řadách, každá z nich pokrytá oblečením. Na konci hlavní lodi byla nasypaná velká hromada oblečení a z jejího vrcholu jeřábový drapák bral oděvy vzhůru a nechal je padat opět dolů. Z reproduktorů v hale se ozýval tlukot stovky srdcí. Výstavu v období od 13. ledna do 21. února zhlédlo 149 717 návštěvníků.
- Anish Kapoor v roce 2011 představil dílo Leviathan (Leviatan). Dílo představovala velká oblá socha z červeného PVC o váze 15 tun, výšce 37 m a objemu 72 000 m3. Tvar sochy byl abstraktní. Návštěvníci měli možnost vstoupit i do vnitřku sochy osvětlené zvenčí. Během výstavy zde skladatel a DJ Richie Hawtin představil svou hudební performanci.6 Dílo bylo vystaveno od 11. května do 23. června a mělo doposud největší návštěvnost – 277 687 návštěvníků.
- Daniel Buren bude vystavovat v roce 2012.